# Holmssjön
Holmssjön är en sjö i Sollefteå kommun i Ångermanland och ingår i Ångermanälvens huvudavrinningsområde. Sjön har en area på 0,209 kvadratkilometer och ligger 219,3 meter över havet. Sjön avvattnas av vattendraget Kvarnån.

## Delavrinningsområde
Holmssjön ingår i det delavrinningsområde (703346-155201) som SMHI kallar för Utloppet av Holmsjön. Medelhöjden är 241 meter över havet och ytan är 2,5 kvadratkilometer. Det finns inga avrinningsområden uppströms utan avrinningsområdet är högsta punkten. Kvarnån som avvattnar avrinningsområdet har biflödesordning 3, vilket innebär att vattnet flödar genom totalt 3 vattendrag innan det når havet efter 97 kilometer. Avrinningsområdet består mestadels av skog (83 procent). Avrinningsområdet har 0,21 kvadratkilometer vattenytor vilket ger det en sjöprocent på 8,4 procent.